# Medalha de Ouro Bogoliubov
A Medalha de Ouro Bogoliubov (em russo:  Золотая медаль имени Н. Н. Боголюбова, transl. Solotaja medal imeni N. N. Bogoljubowa) é uma condecoração denominada em memória do físico russo Nikolai Bogoliubov. É concedida desde 1999 a cada cinco anos pela Academia de Ciências da Rússia a cientistas russos ou estrangeiros por realizações notáveis nos campos da matemática, física teórica ou mecânica.

## Recipientes
- 1999 Vasily Vladimirov
- 2004 Dmitry Shirkov
- 2009 Sergei Novikov
- 2014 Andrei Slavnov
- 2019 Vladimir Zakharov[1]